# Аляска (півострів)
Аля́ска — вузький і довгий півострів на північному заході Північної Америки між Бристольською затокою Берингового моря і Тихим океаном; територія США (штат Аляска). Площа 22 тисячі км². Довжина близько 800 км на південний захід від материка, ширина до 170 км. Закінчується Алеутськими островами.
Вздовж Аляски простягається Алеутський хребет, який має вулкани. Вершина — Павлова вулкан, 2 712 м. Діючий вулкан Катмай (2 286 м). Аляска лежить у перехідній зоні між арктичним кліматом Берингового моря і теплим кліматом протоки Шеліхова. На північних схилах Алеутського хребта рослинність переважно тундрово-лучна, з тварин характерний песець. На південно-східних схилах хвойні ліси, вільхові зарості.
Основне заняття населення — рибальство і полювання на китів, тюленів тощо.

## Етимологія
Назва «Аляска» виникла за часів Російської Америки й було утворено від алеутської ідіоми, що буквально означає «об'єкт, на який спрямована дія моря».
В англомовній літературі також зустрічаються назви Aleut Peninsula — «півострів Алеут» або «півострів алеутів», і Aleutian Peninsula — «Алеутський півострів».
У російських джерелах кінця XIX, початку XX століття зустрічаються назви Аласка, Алашка, Аляшка та Алаєска.

## Географія
Основа півострова Аляска простягається назовні від кінця Аляскинського хребта.
Алеутський хребет — це дуже активний вулканічний гірський хребет, який тягнеться вздовж усієї довжини півострова. У його межах розташовані заповідники, серед яких Національний парк і заповідник «Катмай», Національний пам'ятник і заповідник Аніакчак і Національний заповідник дикої природи Бечароф, Національний заповідник півострова Аляска та Національний заповідник дикої природи Ізембек. Найактивнішим вулканом уздовж вулканічного гірського хребта є вулкан Павлов, висота якого перевищує 8 251 фут (2 515 метрів) (див. також: Алеутська дуга).
Південна сторона півострова Аляска є скелястою та гористою, він утворився внаслідок тектонічної активності Північно-Тихоокеанської плити, що опускається під західну частину Північно-Американської плити; північна сторона, як правило, рівна і болотиста, що є результатом тисячолітньої ерозії та загальної сейсмічної стабільності. Північний і південний береги також сильно відрізняються один від одного. Північна частина узбережжя Брістольської затоки, зазнає екстремальних припливів і відливів і є відносно мілководною; тихоокеанська берег, який також відомий як «вогняне кільце», має відносно невелику приливну активність, а вода глибока та прозора.

## Клімат
Середньорічна кількість опадів коливається в межах 610—1650 мм. Прибережні райони схильні до сильних штормів, вітру та дощу. Середня температура взимку від -11 °C до 1 °C, а влітку між 6 °C до 15 °C. На великих висотах заморозки можуть траплятися в будь-який день року. Клімат можна порівняти з кліматом деяких районів Шотландії, Алеутських островів, Ісландії та Вогняної Землі.
| Кліматограма Port Heiden, Alaska                                                        | Кліматограма Port Heiden, Alaska | Кліматограма Port Heiden, Alaska | Кліматограма Port Heiden, Alaska | Кліматограма Port Heiden, Alaska | Кліматограма Port Heiden, Alaska | Кліматограма Port Heiden, Alaska | Кліматограма Port Heiden, Alaska | Кліматограма Port Heiden, Alaska | Кліматограма Port Heiden, Alaska | Кліматограма Port Heiden, Alaska | Кліматограма Port Heiden, Alaska |
| --------------------------------------------------------------------------------------- | -------------------------------- | -------------------------------- | -------------------------------- | -------------------------------- | -------------------------------- | -------------------------------- | -------------------------------- | -------------------------------- | -------------------------------- | -------------------------------- | -------------------------------- |
| С                                                                                       | Л                                | Б                                | К                                | Т                                | Ч                                | Л                                | С                                | В                                | Ж                                | Л                                | Г                                |
| 0.9 29 16                                                                               | 0.5 28 16                        | 0.9 33 20                        | 0.8 38 26                        | 0.8 47 35                        | 1.1 53 41                        | 1.6 57 46                        | 2 58 48                          | 2.1 54 43                        | 2.2 43 32                        | 1.4 36 25                        | 1 30 19                          |
| Середня макс. і мін. температури повітря (°C) Атмосферні опади (мм), за рік : 15,24 мм. |                                  |                                  |                                  |                                  |                                  |                                  |                                  |                                  |                                  |                                  |                                  |

| Кліматограма Chignik, Alaska                                                            | Кліматограма Chignik, Alaska | Кліматограма Chignik, Alaska | Кліматограма Chignik, Alaska | Кліматограма Chignik, Alaska | Кліматограма Chignik, Alaska | Кліматограма Chignik, Alaska | Кліматограма Chignik, Alaska | Кліматограма Chignik, Alaska | Кліматограма Chignik, Alaska | Кліматограма Chignik, Alaska | Кліматограма Chignik, Alaska |
| --------------------------------------------------------------------------------------- | ---------------------------- | ---------------------------- | ---------------------------- | ---------------------------- | ---------------------------- | ---------------------------- | ---------------------------- | ---------------------------- | ---------------------------- | ---------------------------- | ---------------------------- |
| С                                                                                       | Л                            | Б                            | К                            | Т                            | Ч                            | Л                            | С                            | В                            | Ж                            | Л                            | Г                            |
| 5.9 31 20                                                                               | 7.6 33 21                    | 6.9 35 23                    | 4.9 40 28                    | 6.7 46 35                    | 6 55 41                      | 4.3 61 46                    | 5.1 61 47                    | 9.7 55 41                    | 8.8 45 34                    | 10 38 28                     | 7.2 34 24                    |
| Середня макс. і мін. температури повітря (°C) Атмосферні опади (мм), за рік : 83,18 мм. |                              |                              |                              |                              |                              |                              |                              |                              |                              |                              |                              |

## Флора і фауна

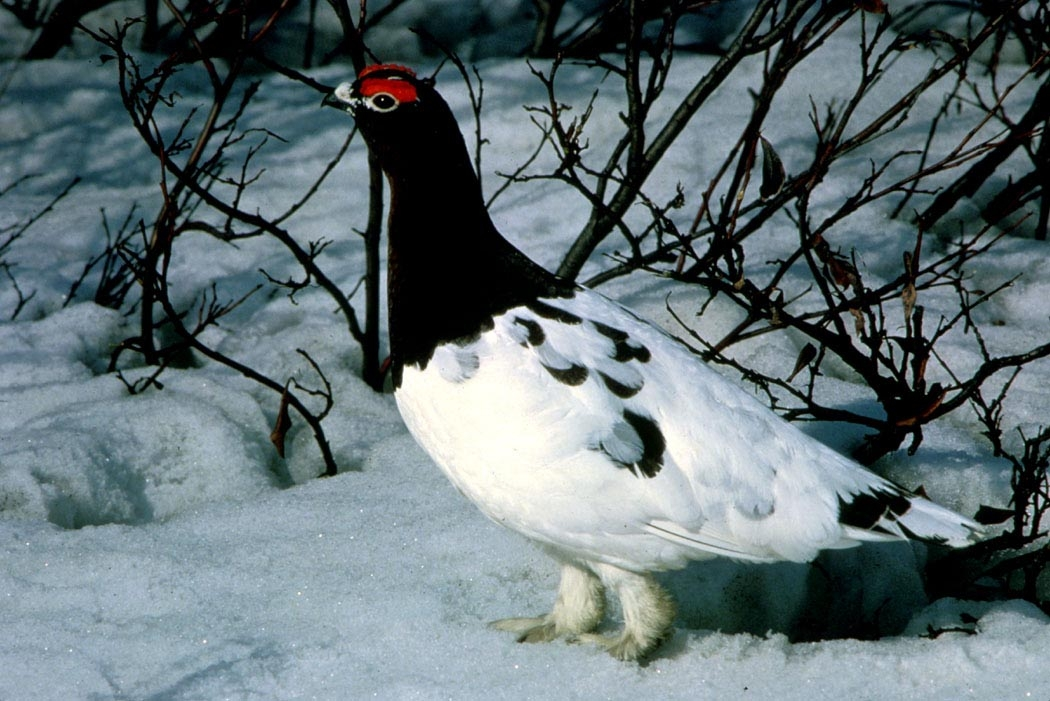
Біла куріпка.

На півострові Аляска мешкають одні з найбільших популяцій місцевих і незайманих диких тварин у Сполучених Штатах. Крім знаменитих популяцій аляскинського бурого ведмедя на річці Мак-Ніл і Катмай, тут мешкають великі стада карібу, лосів, вовків, водоплавних птахів і білих куріпок. Ведмедів на півострові та Брістольській затоці так багато, тому що вони харчуються найбільшою у світі неркою (Oncorhynchus nerka), яка зустрічається тут значною мірою тому, що безліч великих озер півострова є важливим елементом їхнього життєвого циклу. Ці лососі, повернувшись після короткого перебування в морі, запливають в озера і струмки, що впадають у них, щоб піти на нерест. Їхнє потомство, або мальки, зимує в глибоких і багатих кормом глибинах цих озер до міграції в море через один-два роки.

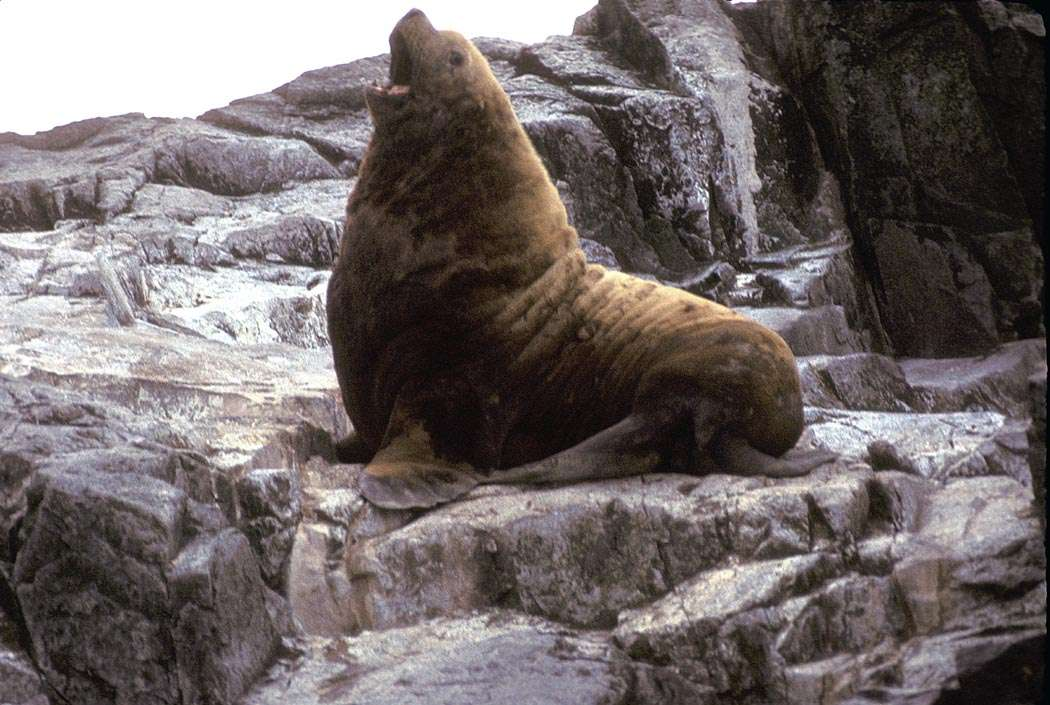
Північні морські котики.

Уздовж узбережжя існують надзвичайно великі колонії морських птахів. Крім того, у північній частині Тихого океану між півостровом Аляска та Камчаткою є великі популяції морських ссавців. Сюди входять морські котики, кільчасті тюлені, північні морські котики, кити, морські свині, морські видри і морські леви.
Сурова південна половина півострова, а також архіпелаг Кадьяк, який лежить біля південного узбережжя півострова і є домом для ще більшої кількості ведмедів, складають екорегіон гірської тайги півострова Аляска та містять низку охоронних територій, таких як національний парк Катмай. Рослинність на півострові представлена переважно чагарниками, трав'янистими луками або вологою тундрою.

## Адміністративний поділ
Територія півострова складається з чотирьох прилеглих округів (боро): Східні Алеутські острови, Бристол-Бей, Кенай, Лейк-енд-Пенінсула. Округ Лейк-енд-Пенінсула включає більшу частину території півострова.

## Демографія
Окрім населених пунктів на узбережжі (див.: Брістольська затока), на півострові Аляска також розташовано кілька відомих сіл: Колд-Бей, Кінг-Коув, Перрівілль, Чигнік, Чигнік-Лейк, Чигнік-Лагун і Порт-Моллер. Кожне з них населене переважно корінними жителями Аляски, і кожне з них, так само, здебільшого залежить від рибної промисловості для забезпечення засобів до існування.

## Економіка
Штат Аляска і півострів Аляска зокрема, відіграє ключову роль у рибальській сфері США. За даними за 2019 рік, серед місць вивантаження морепродуктів у США, півострів Аляска посідає сьоме місце за обсягом вивантаженої продукції. Іншою важливою галуззю економіки на півострові є торгівля хутром.

## Галерея

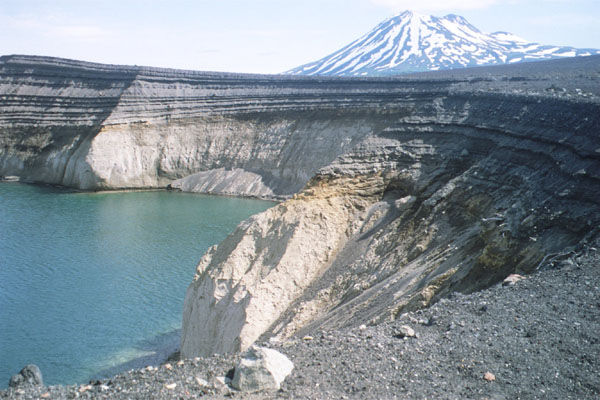
Вулкан Пеулік і Укінрек Маарс.
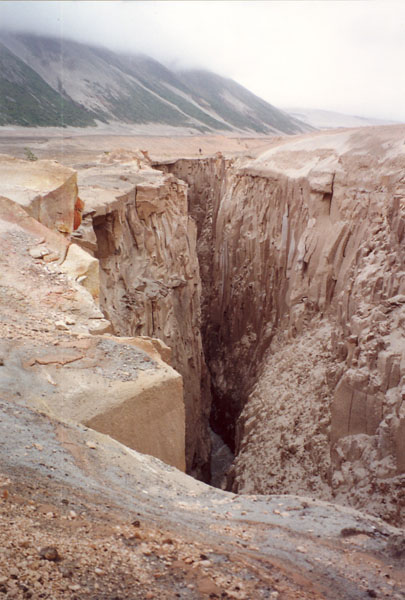
Ущелина в Долині десяти тисяч димів.
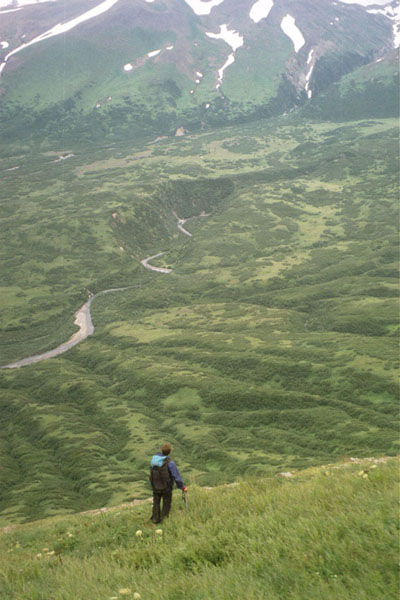
Весняний турист біля вулкана Чигінагак у травні 2007 року.
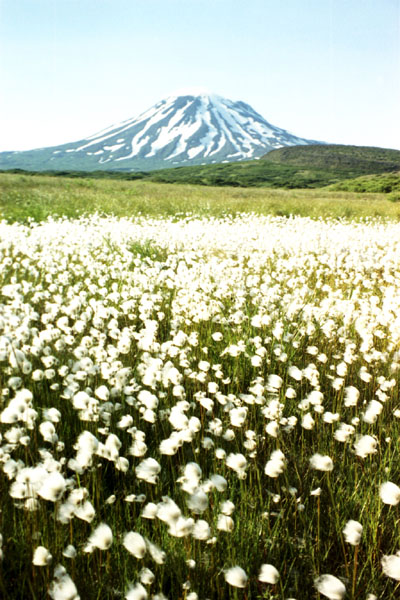
Вулкан Пеулік і луг із бавовнику
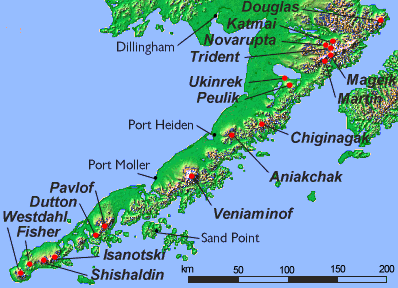
Вулкани на півострові Аляска